# Burkhard Ziese
Burkhard Ziese, né le 1er février 1944 et mort le 19 avril 2010 à Ruppichteroth, était un sélectionneur allemand de football, qui n'officia que dans des sélections nationales.

## Carrière
- 1978-1980 :  Soudan
- 1985-1986 :  Thaïlande
- 1987-1990 :  Pakistan
- 1990-1992 :  Ghana
- 1994-1997 :  Bermudes
- 1997-1998 :  Zambie
- 2003 :  Ghana
- 2005-2006 :  Malawi